# Venus impudique
Koordinaten: 44° 57′ 3,5″ N, 0° 59′ 57″ O

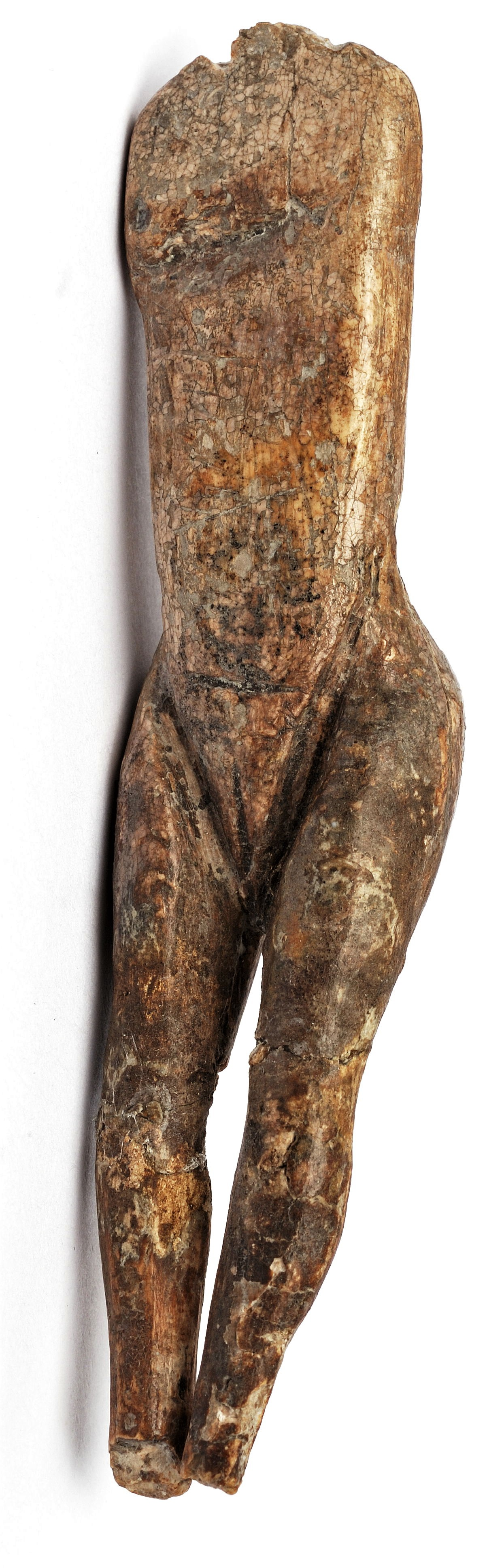
Venus impudique

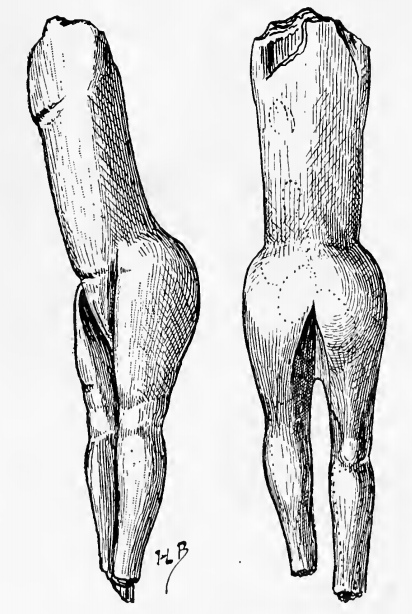
Vénus impudique, 1907

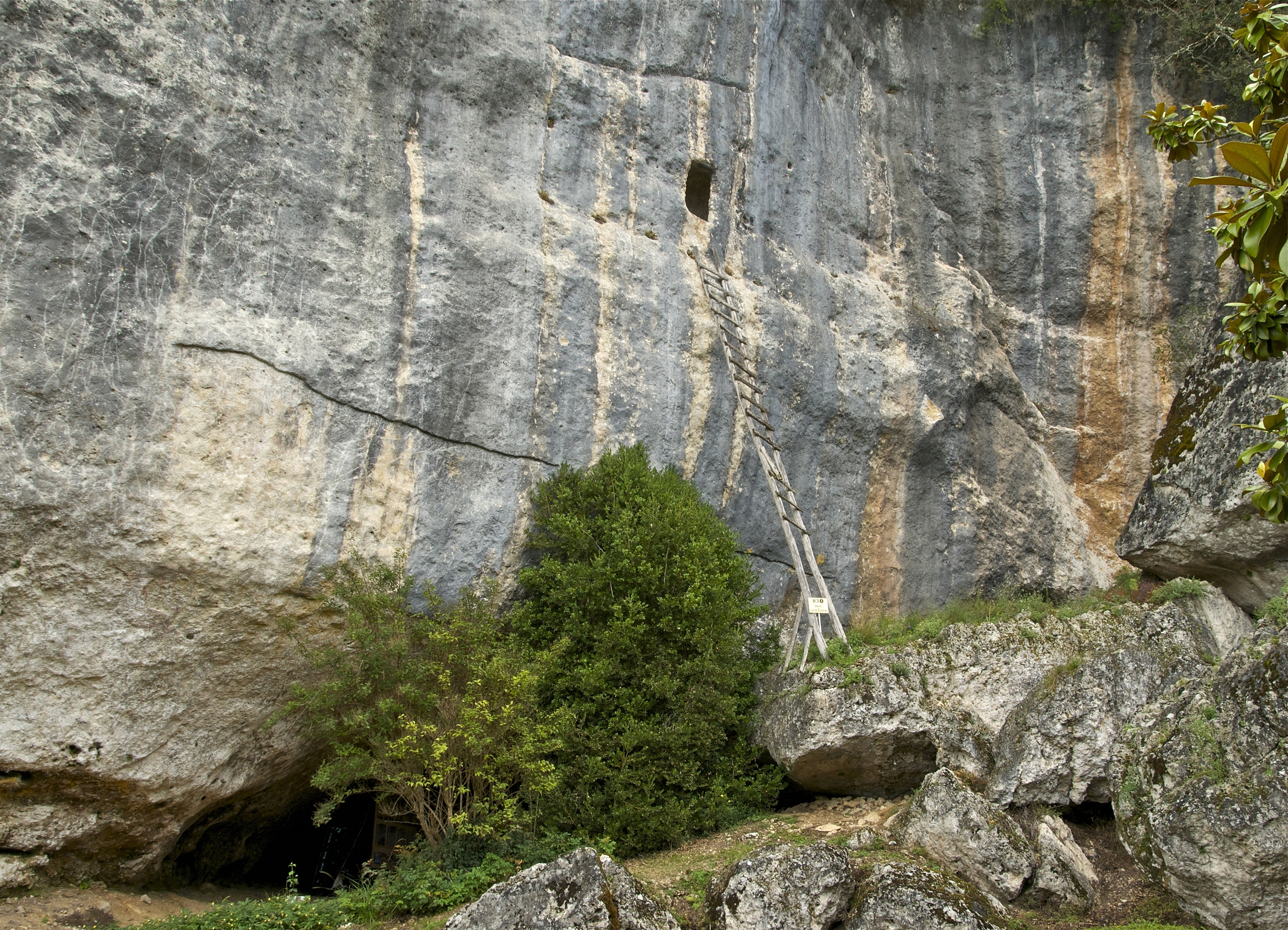
Laugerie basse

Die Venus impudique (deutsch: ‚Schamlose Venus‘) ist eine steinzeitliche Darstellung einer jungen Frau bzw. eines Mädchens. Das Alter der Skulptur wird auf ca. 16.000 Jahre geschätzt, sie gehört damit zum Magdalénien. Sie besteht aus Elfenbein und ist 8,2 cm lang. Der Kopf fehlt.
Sie wurde 1864 von Marquis Paul de Vibraye (1809–1878) am Fundort Laugerie-Basse als erste steinzeitliche Frauenstatuette in Frankreich überhaupt entdeckt. Vibraye gab der Skulptur den Namen „Schamlose Venus“ in Anlehnung an zahlreiche antike Venusdarstellungen, die ihre Scham verhüllen (Venus pudica). Im Gegensatz zu diesen blieb die Scham der steinzeitlichen Statuette unverhüllt. Die Bezeichnung der Statuette gab dem gesamten Genre der paläolithischen Venusfigurinen den Namen.  
Laugerie-Basse ist eine bedeutende jungpaläolithische Fundstätte auf dem Gebiet der Gemeinde Les Eyzies im Département Dordogne. Neben Steinartefakten und anderen Werkzeugen wurden insgesamt etwa 600 Kunstgegenstände aus dem Magdalénien in Laugerie-Basse geborgen, darunter auch die „Frau unter dem Ren“ (la femme au renne). Sie wurde 1867/68 von Abbé Landesque (1838–1905) gefunden.